# Історія економічної думки в Україні
Історія економічної думки в Україні від найдавніших часів до початку 20 ст. 

В літературі є різні тлумачення терміна "економічна думка". Найбільш загальним і цілком придатним для викладу теми "Історія економічної думки в Україні" є таке: це роздуми про упорядкування економічного буття. Економічна думка завжди тісно пов'язана з господарською практикою. Це стосується й економічної думки наших пращурів. Вона виникла й розвивалася переважно на ґрунті господарської осілості та хліборобських занять. Найдавніші економічні уявлення мешканців українських теренів можна вивчати на основі археологічних пам'яток, вірувань, переказів, усної народної творчості тощо. В письмових джерелах економічна думка вихідця з країв, що є нині територією України, зафіксована в давньогрецьких повідомленнях про листи-послання мислителя зі Скіфії (див. Скіфи) Анахарсіса. На ці послання посилалися Геродот, Платон, Арістотель, Луцій Анней Сенека.
У новітній час економічні погляди Анахарсіса високо цінував І.Франко.
Особливості економічної думки населення Київської Русі зафіксовані, зокрема, в Руській правді, у творах Даниїла Заточника, митрополита Іларіона, князя Володимира Мономаха. Ці пам'ятки засвідчують досить високий і водночас самобутній характер розвитку давньоруської економічної думки.
Після монголо-татарської навали економічна думка на українських теренах набула характерних загальноєвропейських рис і надалі розвивалася в загальноєвропейському контексті. Високими зразками її поступу є, зокрема, твори С.Оріховського та Ф.Прокоповича.
З настанням доби формування національних ринків і національних держав поступ економічної думки виокремився в спеціалізований напрям людського знання, яке набуло особливого значення для державного керівництва господарськими процесами.
Незважаючи на те, що Україна у 18 ст. не була самостійною державою, економічні процеси і культурні змагання розвивалися тут у західноєвропейському загальноцивілізаційному руслі. Це засвідчують, зокрема, і ті факти, що українець С.Десницький (п. 1787) був студентом і однодумцем знаменитого шотландського економіста А.Сміта, а уродженець Харківщини В.Каразін відстоював економічну свободу своїх покріпачених співвітчизників, усіляко пропагував ідеї промислово-технічної революції, був ініціатором заснування 1805 Харківського університету (нині Харківський національний університет), в якому вперше на теренах Російської імперії вивчалася політична  економія. Випускник Харківського університету Т.Степанов написав підручник з політичної економії. М.Балудянський був одним з тих запрошених до Санкт-Петербурга інтелектуалів, які започаткували російську економічну літературу. В 50-х рр. 19 ст. провідним економістом Російської імперії став киянин І.Вернадський. Він брав активну участь у дискусіях з приводу селянської реформи 1861, виступав за скасування кріпацтва, відстоював ідеї ринкової економіки. Свою докторську дисертацію учений присвятив аналізові становлення і розвитку італійської економічної літератури і заслужив європейської слави.

## 19 століття
Характерною рисою творчості усіх українських економістів було зацікавлення історією економічної думки. Так, Г.Цехановецький досліджував економічні теорії А.Сміта і його послідовників, а М.Зібер – теорію Д.Рікардо та її доповнення й розвиток К.Марксом. М.Зібер перший у світовій літературі опублікував майстерний виклад змісту "Капіталу". Карл Маркс позитивно відгукнувся на працю М.Зібера.
У 60-х рр. 19 ст. наукові доповіді М.Зібера в Київському університеті (нині Київський національний університет імені Тараса Шевченка) відвідував С.Подолинський. Перебуваючи згодом у Франції, він здійснив дослідження "Людська праця та її відношення до розподілу енергії", яке опублікував 1880 у петербурзькому виданні"Слово", а згодом перевидав італійською, німецькою і французькою мовами. М.Бунге, працюючи в Київському університеті, 1870 видав працю "Основи політичної економії", якою засвідчив відхід Київської школи політичної економії від трудової теорії вартості, що до того в Україні мала численних послідовників. М.Бунге критично ставився до соціалістичних економічних доктрин (див. Соціалізм).
Учнем і послідовником М.Бунге був Д.Піхно. В опублікованій 1890 книзі "Основи політичної економії" він виклав засади економічної теорії, що розроблялася тоді в Київському університеті. Д.Піхно розглядав економічні категорії через призму взаємодії попиту і пропозиції, дії ринкових механізмів узагалі, розробляв засади застосування економічно-математичного моделювання в дослідженнях господарських процесів.
Колега Д.Піхно О.Білімович у докторській дисертації про розцінку господарських благ широко використав методи кількісного аналізу.
Свою приналежність до київської політичної економічної школи не раз засвідчував А.Антонович у працях "Теорії цінності" (1877) та в "Курсі політичної економії" (1886). Ідеї Київської школи поділяв і випускник Новоросійського університету (нині Одеський національний університет імені І.Мечникова) Р.Оренський, у докторській дисертації "Зведені ознаки" він обґрунтовував теорію цінності, її економічні та етичні аспекти.
Значним надбанням української економічної думки середини і 2-ї пол. 19 ст. став розвиток статистичної науки. Розробки Д.Журавського "Про джерела і вживання статистичних відомостей" (1846), В.Навроцького "Що у нас коштує пропінація" та "П'янство і пропінація в Галичині", дослідження чернігівських земських статистиків (див. Земська статистика), зокрема О.Русова, є нині класикою статистичної думки. У 20 ст. цей напрям розвивали Ф.Щербина, М.Птуха та ін. українські економісти-статистики.
Помітний внесок у розвиток економічної думки зробив І.Франко. Він підготував працю "Статистика яко метода і яко наука", склав 3 економічні програми, піддав критиці економічні соціаліст. доктрини, зокрема марксизм, написав кілька частин до посібника з політ. економії, який, однак, не завершив.

## Новаторство українських економістів
Українські економісти були добре обізнаними із станом світової економічної думки й наполегливо торували нові шляхи розвитку економічного знання. Одним із українських економістів-новаторів був професор Київського університету М.Яснопольський. У 90-х рр. 19 ст. він заклав основи світової наукової школи просторової фінансової економетрії, провів відповідний аналіз доходів і видатків Російської імперії. Подібних досліджень у той час не пропонував ніхто в світі.
Новаторський характер мали також наукові праці М.Туган-Барановського. Він здійснив синтез трудової теорії і теорії граничної корисності, що мало важливі наслідки для розвитку світової економічної науки.
1894 М.Туган-Барановський опублікував магістерську дисертацію "Промислові кризи в Англії та їх вплив на народне життя", що невдовзі стала бестселером. У ній розкрито причини періодичних циклів у розвитку промисловості та засвідчено, що капіталістична економіка має можливості до дальшого розвитку, що суперечило доктрині К.Маркса, згідно з якою крах капіталізму мав настати ближчим часом через принципову неможливість реалізувати вироблену вартість з причини зубожіння робітництва. М.Туган-Барановський доводив, що людство спроможне передбачати економічні кризи та пом'якшувати їх соціальні наслідки. (Цю ідею через кілька десятиліть розвинув відомий американський економіст Дж.-М. Кейнс, зробивши її вихідною тезою теорії державного управління економікою).
До числа новаторських належить також праця М.Туган-Барановського "Соціальна теорія розподілу" (1913), вона була позитивно оцінена багатьма вченими й викликала обурення з боку марксистів, оскільки заперечувала концепцію експлуатації К.Маркса і Ф.Енгельса. Теорія розподілу базувалася не на категорії "експлуатація", а на категорії "баланс соціальних сил".
1916 М.Туган-Барановський опублікував книгу "Соціальні основи кооперації", згодом вона була перевидана багатьма мовами й мала значний вплив на поступ кооперативного руху у світі. Невеликим за обсягом, але насиченим ідеями було дослідження М.Туган-Барановського "Паперові гроші та метал". В ньому обґрунтовувалася кон'юнктурна теорія грошей та доводилася можливість і необхідність демонетизації грошової системи. Ця теорія наприкінці 20 ст. увійшла в практику міжнародних фінансових відносин.
Новаторство українських економістів початку 20 ст. було масштабним. 1910 львів'янин П.Чомпа опублікував дослідження "Нариси економетрії і на національній економії вибудованої природної теорії бухгалтерії", яким заклав основи економетрії – нової науки 20 ст. Тоді ж киянин Є.Слуцький написав працю "Теорія граничності", що стала предтечею його книги "До теорії збалансованого бюджету споживача", вперше опублікованої 1915 в Італії, а згодом й в інших країнах Європи та США. Результати досліджень Є.Слуцького були використані багатьма відомими економістами, зокрема лауреатом Нобелівської премії Дж.-Р.Хіксом. Є.Слуцький став одним із засновників праксеології (науки про принципи і методи ефективної діяльності людей) та нових методів вивчення циклічності економічних процесів.
Стрімкий новаторський темп, що взяла на рубежі 19–20 ст. українська економічна думка, після поразки українських національно-визвольних змагань 1917–21 різко обірвався. В умовах замкненої планово-командної економіки не було жодних можливостей для поступу ідей відкритої ринкової економіки. Українські економісти, які розвивали ці ідеї, вціліли лише на еміграції, зокрема у Варшаві та Празі (Чехословаччина), згодом вони перемістилися до Мюнхена (Німеччина) та США. Теорію просторової фінансової економетрії продовжував розвивати Є.Гловінський, теорію економічних циклів – В.Тимошенко (1934–36 був радником уряду США з аграрних питань), теорію систем – В.Голубничий.
Сприятливі умови для розвитку новітніх економічних ідей на українських землях з'явилися лише після проголошення України суверенною державою. Після кількох років розгубленості українські економісти знову почали проводити оригінальні дослідження з актуальних проблем національної та світової економіки.